# George Bello
George Oluwaseun Bello (ur. 22 stycznia 2002 w Abudży) – amerykański piłkarz pochodzenia nigeryjskiego występujący na pozycji lewego obrońcy w austriackim klubie LASK Linz oraz w reprezentacji Stanów Zjednoczonych.

## Kariera klubowa

### Atlanta United
W 2016 dołączył do akademii klubu Atlanta United. Zadebiutował 3 września 2018 w meczu Major League Soccer przeciwko D.C. United (3:1). Pierwszą bramkę zdobył 6 października 2018 w meczu ligowym przeciwko New England Revolution (2:1). W sezonie 2018 jego zespół dotarł do finału MLS Cup, w którym pokonał Portland Timbers (2:0) i zdobył trofeum. 22 lutego 2019 zadebiutował w fazie grupowej Ligi Mistrzów CONCACAF w meczu przeciwko CS Herediano (3:1).

## Kariera reprezentacyjna

### Stany Zjednoczone U-15
W 2016 roku otrzymał powołanie do reprezentacji Stanów Zjednoczonych U-15. Zadebiutował 3 czerwca 2016 w meczu towarzyskim przeciwko reprezentacji Chorwacji U-15 (2:1). Pierwszą bramkę zdobył 25 kwietnia 2017 w meczu towarzyskim przeciwko reprezentacji Słowenii U-15 (0:4).

### Stany Zjednoczone U-17
W 2017 roku otrzymał powołanie do reprezentacji Stanów Zjednoczonych U-17. Zadebiutował 29 listopada 2017 w meczu towarzyskim przeciwko reprezentacji Anglii U-17 (0:1). Pierwszą bramkę zdobył 16 października 2018 w meczu towarzyskim przeciwko reprezentacji Rosji U-17 (2:1). 11 października 2019 otrzymał powołanie na Mistrzostwa Świata U-17 2019. Na Mundialu U-17 2019 zadebiutował 31 października 2019 w meczu fazy grupowej przeciwko reprezentacji Japonii U-17 (0:0).

### Stany Zjednoczone U-18
W 2019 roku otrzymał powołanie do reprezentacji Stanów Zjednoczonych U-18. Zadebiutował 5 września 2019 w meczu towarzyskim przeciwko reprezentacji Meksyku U-18 (2:1).

### Stany Zjednoczone
W 2021 roku otrzymał powołanie do reprezentacji Stanów Zjednoczonych. Zadebiutował 1 lutego 2021 w meczu towarzyskim przeciwko reprezentacji Trynidadu i Tobago (7:0).

## Statystyki

### Klubowe
(aktualne na dzień 12 marca 2021)
| Klub               | Sezon              | Liga                | Liga  | Liga   | Puchar kraju | Puchar kraju | CONCACAF | CONCACAF | Suma  | Suma   |
| Klub               | Sezon              | Liga                | Mecze | Bramki | Mecze        | Bramki       | Mecze    | Bramki   | Mecze | Bramki |
| ------------------ | ------------------ | ------------------- | ----- | ------ | ------------ | ------------ | -------- | -------- | ----- | ------ |
| Atlanta United 2   | 2018               | USL Championship    | 6     | 0      | –            | –            | –        | –        | 6     | 0      |
| Atlanta United 2   | 2019               | USL Championship    | 12    | 1      | –            | –            | –        | –        | 12    | 1      |
| Atlanta United 2   | 2020               | USL Championship    | 1     | 0      | –            | –            | –        | –        | 1     | 0      |
| Atlanta United 2   | Ogólnie            | Ogólnie             | 19    | 1      | 0            | 0            | 0        | 0        | 19    | 1      |
| Atlanta United     | 2018               | Major League Soccer | 3     | 1      | 0            | 0            | –        | –        | 3     | 1      |
| Atlanta United     | 2019               | Major League Soccer | 0     | 0      | 0            | 0            | 1        | 0        | 1     | 0      |
| Atlanta United     | 2020               | Major League Soccer | 20    | 1      | –            | –            | 1        | 0        | 21    | 1      |
| Atlanta United     | Ogólnie            | Ogólnie             | 23    | 2      | 0            | 0            | 2        | 0        | 25    | 2      |
| Ogólnie w karierze | Ogólnie w karierze | Ogólnie w karierze  | 42    | 3      | 0            | 0            | 2        | 0        | 44    | 3      |

### Reprezentacyjne
(aktualne na dzień 12 marca 2021)
| Reprezentacja          | Rok     | Mecze | Bramki |
| ---------------------- | ------- | ----- | ------ |
| Stany Zjednoczone U-15 |         |       |        |
| 2016                   | 1       | 0     |        |
| 2017                   | 4       | 1     |        |
| Ogólnie                | Ogólnie | 5     | 1      |
| Stany Zjednoczone U-17 |         |       |        |
| 2017                   | 3       | 0     |        |
| 2018                   | 2       | 1     |        |
| 2019                   | 2       | 0     |        |
| Ogólnie                | Ogólnie | 7     | 1      |
| Stany Zjednoczone U-18 |         |       |        |
| 2019                   | 1       | 0     |        |
| Ogólnie                | Ogólnie | 1     | 0      |
| Stany Zjednoczone      |         |       |        |
| 2021                   | 1       | 0     |        |
| Ogólnie                | Ogólnie | 1     | 0      |

| Mecze i gole w reprezentacji | Mecze i gole w reprezentacji | Mecze i gole w reprezentacji | Mecze i gole w reprezentacji | Mecze i gole w reprezentacji | Mecze i gole w reprezentacji | Mecze i gole w reprezentacji | Mecze i gole w reprezentacji |
| Stany Zjednoczone U-15       | Stany Zjednoczone U-15       | Stany Zjednoczone U-15       | Stany Zjednoczone U-15       | Stany Zjednoczone U-15       | Stany Zjednoczone U-15       | Stany Zjednoczone U-15       | Stany Zjednoczone U-15       |
| Lp.                          | Data                         | Miejsce                      | Gospodarz                    | Gość                         | Wynik                        | Gol                          | Rozgrywki                    |
| ---------------------------- | ---------------------------- | ---------------------------- | ---------------------------- | ---------------------------- | ---------------------------- | ---------------------------- | ---------------------------- |
| 1.                           | 03.06.2016                   |                              | Chorwacja U-15               | Stany Zjednoczone U-15       | 2:1                          |                              | Mecz towarzyski              |
| 2.                           | 25.04.2017                   | Ajdovščina                   | Słowenia U-15                | Stany Zjednoczone U-15       | 0:4                          | Gol                          | Mecz towarzyski              |
| 3.                           | 26.04.2017                   | Dobrovo                      | Rosja U-15                   | Stany Zjednoczone U-15       | 1:2                          |                              | Mecz towarzyski              |
| 4.                           | 29.04.2017                   | Gorycja                      | Portugalia U-15              | Stany Zjednoczone U-15       | 2:4                          |                              | Mecz towarzyski              |
| 5.                           | 01.05.2017                   | Gradisca d’Isonzo            | Stany Zjednoczone U-15       | Anglia U-15                  | 2:1                          |                              | Mecz towarzyski              |
| Stany Zjednoczone U-17       |                              |                              |                              |                              |                              |                              |                              |
| Lp.                          | Data                         | Miejsce                      | Gospodarz                    | Gość                         | Wynik                        | Gol                          | Rozgrywki                    |
| 1.                           | 29.11.2017                   | Lakewood Ranch               | Stany Zjednoczone U-17       | Anglia U-17                  | 0:1                          |                              | Mecz towarzyski              |
| 2.                           | 02.12.2017                   | Lakewood Ranch               | Stany Zjednoczone U-17       | Holandia U-17                | 1:5                          |                              | Mecz towarzyski              |
| 3.                           | 03.12.2017                   | Lakewood Ranch               | Stany Zjednoczone U-17       | Brazylia U-17                | 1:1                          |                              | Mecz towarzyski              |
| 4.                           | 12.10.2018                   | Chester                      | Anglia U-17                  | Stany Zjednoczone U-17       | 3:1                          |                              | Mecz towarzyski              |
| 5.                           | 16.10.2018                   | Wincham                      | Stany Zjednoczone U-17       | Rosja U-17                   | 2:1                          | Gol                          | Mecz towarzyski              |
| 6.                           | 31.10.2019                   | Cariacica                    | Stany Zjednoczone U-17       | Japonia U-17                 | 0:0                          |                              | MŚ U-17 2019                 |
| 7.                           | 03.11.2019                   | Goiânia                      | Holandia U-17                | Stany Zjednoczone U-17       | 4:0                          |                              | MŚ U-17 2019                 |
| Stany Zjednoczone U-18       |                              |                              |                              |                              |                              |                              |                              |
| Lp.                          | Data                         | Miejsce                      | Gospodarz                    | Gość                         | Wynik                        | Gol                          | Rozgrywki                    |
| 1.                           | 05.09.2019                   | Assen                        | Stany Zjednoczone U-18       | Meksyk U-18                  | 2:1                          |                              | Mecz towarzyski              |
| Stany Zjednoczone            |                              |                              |                              |                              |                              |                              |                              |
| Lp.                          | Data                         | Miejsce                      | Gospodarz                    | Gość                         | Wynik                        | Gol                          | Rozgrywki                    |
| 1.                           | 01.02.2021                   | Orlando                      | Stany Zjednoczone            | Trynidad i Tobago            | 7:0                          |                              | Mecz towarzyski              |

## Sukcesy

### Atlanta United
- MLS Cup (1×): 2018

## Życie prywatne
Bello urodził się w Abudży, w Nigerii, a następnie wraz z rodziną przeprowadził do Douglasville. Jego ojciec był amatorskim piłkarzem w Nigerii i to on zaraził go pasją do piłki nożnej. W trakcie szkoły średniej Bello uprawiał również lekkoatletykę i pomógł swojej szkole w zdobyciu mistrzostwa stanu Georgia w 2016 roku.